# Rajka
Rajka (deutsch Ragendorf) ist eine ungarische Gemeinde im Kreis Mosonmagyaróvár im Komitat Győr-Moson-Sopron. 

## Geografische Lage
Rajka liegt 47 Kilometer nordwestlich des Komitatssitzes Győr und 15 Kilometer nordwestlich der Kreisstadt Mosonmagyaróvár an der Grenze zur Slowakei und zu Österreich. Nachbargemeinden sind Bezenye, Dunakiliti und Hegyeshalom. Jenseits der Grenzen liegen Čunovo, ein Stadtteil von Bratislava und die österreichische Gemeinde Deutsch Jahrndorf.

## Geschichte
Das Dorf wurde 1297 zum ersten Mal schriftlich als Royka erwähnt. 1495 wurde es als ungarndeutsche Ortschaft mit dem Namen Rackendorf genannt. Im Laufe der Jahrhunderte war der Ort stark von der Donau abhängig, viele Einwohner arbeiteten als Fischer oder waren in der Landwirtschaft tätig. Der Ort lag bis 1923 im Komitat Wieselburg („Moson“), war hier Verwaltungssitz eines Stuhlbezirks, 1910 lebten hier 2682 Einwohner, von denen 2215 Deutsche (83 %), 411 Ungarn (15 %) und 31 Slowaken (1 %) waren. Somit war zu Beginn des 20. Jahrhunderts die Bevölkerung überwiegend deutschsprachig. Dies änderte sich bis zur Vertreibung der Deutschen im Frühjahr 1946 nicht wesentlich.

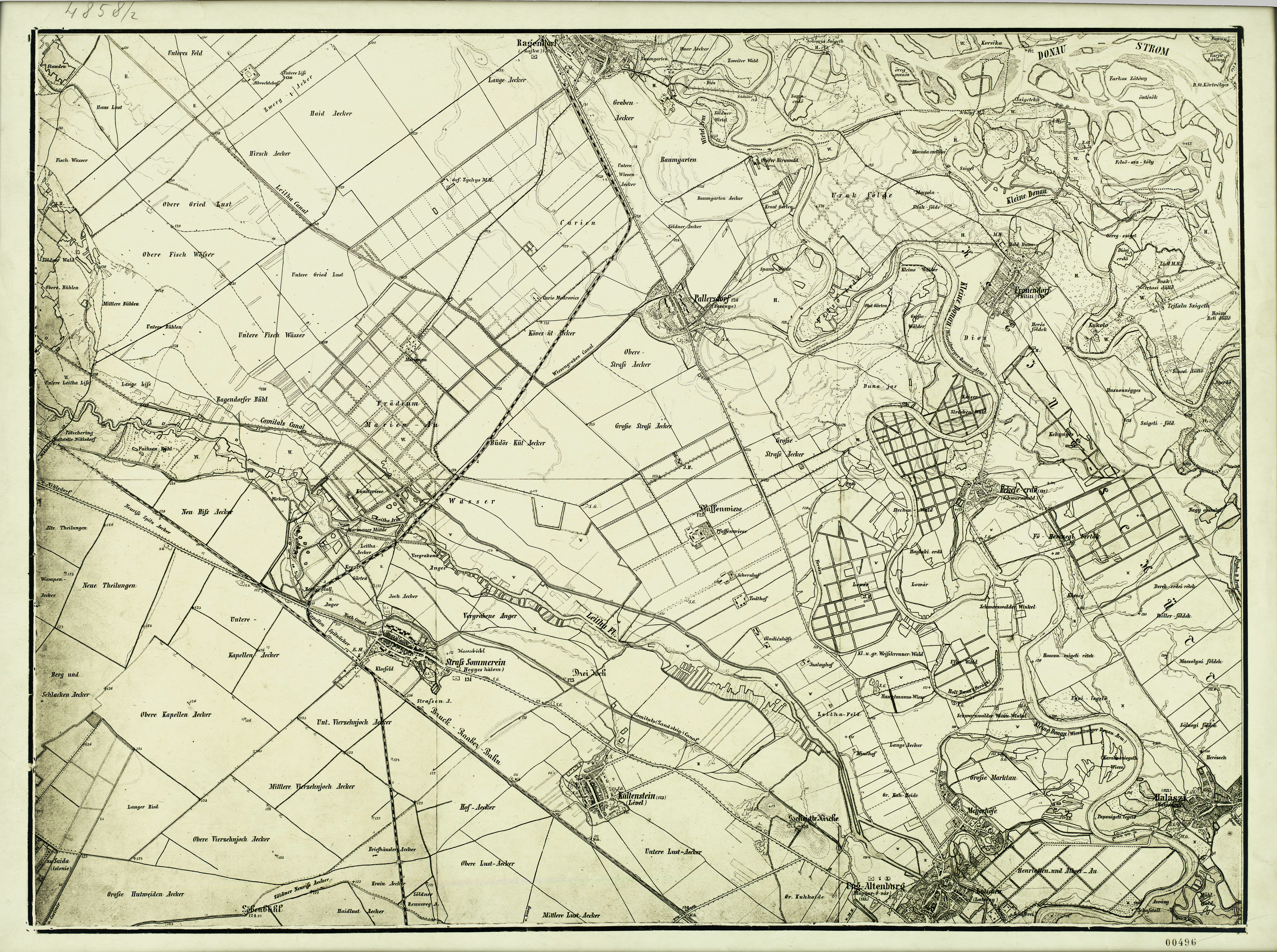
Ragendorf/Rajka (Mitte oben) um 1873, (Aufnahmeblatt der Landesaufnahme)

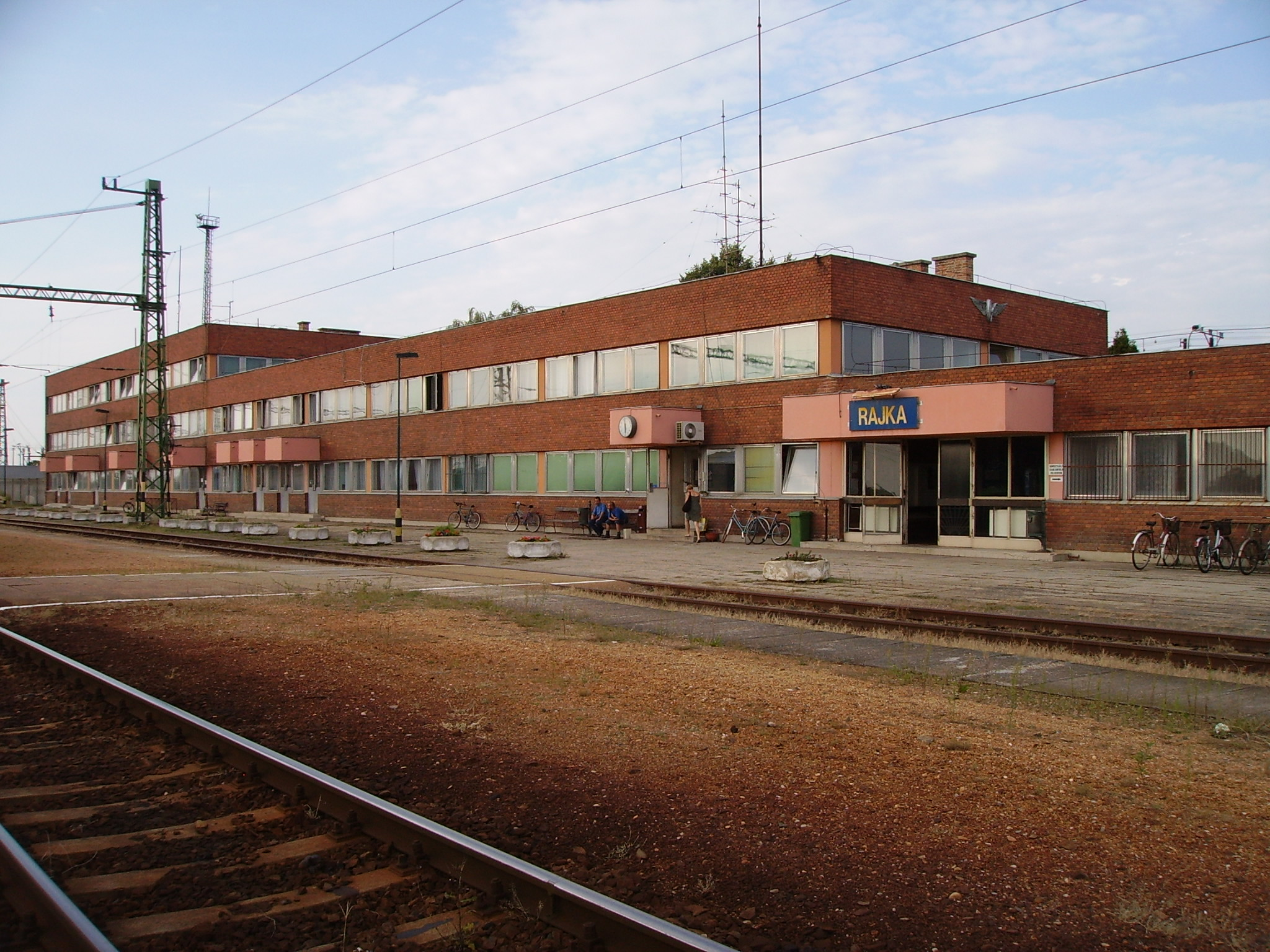
Bahnhof von Rajka

Nach 1918 sollte Ragendorf bzw. Rajka als Teil des Burgenlandes zu Österreich kommen, die Alliierten entschieden aber auf Grund strategischer Erwägungen anders.
Nach der Besetzung Ungarns durch die Wehrmacht 1944 wurden die Juden aus Rajka in Konzentrationslager deportiert.
1947 sollte dann, um den Bratislavaer Brückenkopf zu vergrößern, der Ort mit fünf anderen Orten auf Wunsch der Tschechoslowakei von Ungarn abgetreten werden, er verblieb aber zusammen mit Bezenye bei Ungarn.
Im Frühjahr 1946 wurden aus Rajka 859 Ungarndeutsche vertrieben. Sie wurden durch ethnische Ungarn aus der Slowakei ersetzt.

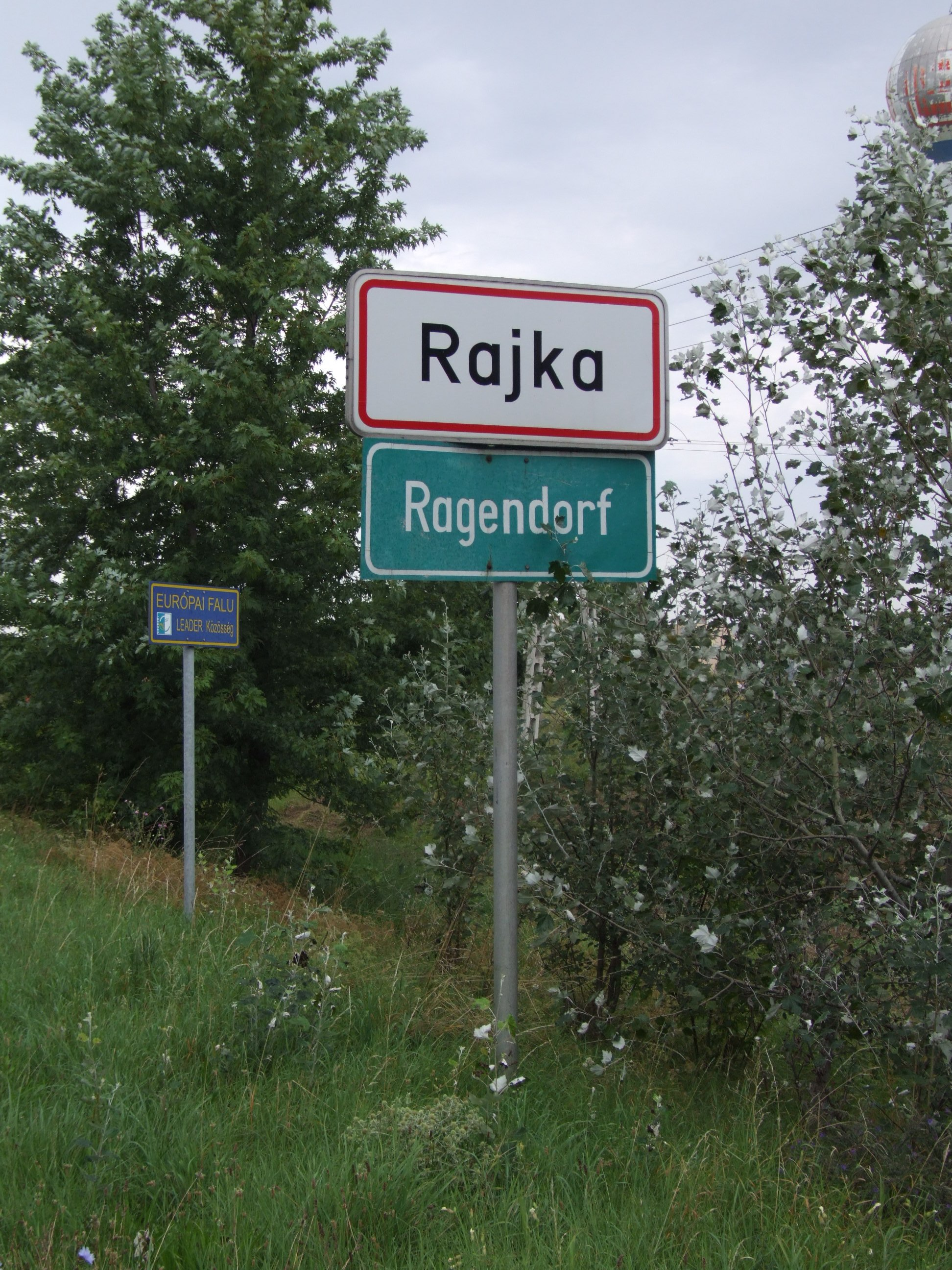
Zweisprachige Ortstafeln (ungarisch–deutsch)

Durch die hohen Grundstückspreise in Bratislava und Umgebung haben viele Slowaken nach dem Beitritt Ungarns und der Slowakei zur Europäischen Union im Jahre 2004 billigere Grundstücke im Ungarn gekauft und somit eine wachsende slowakische Minderheit im Ort geschaffen. Im Jahr 2012 bildeten slowakische Staatsbürger bereits die Hälfte der Bevölkerung. Unter diesen sind allerdings viele ethnische Ungarn. Die Slowaken in Rajka arbeiten und studieren mehrheitlich im nahe gelegenen Bratislava und bilden bisher keine gewachsene Gemeinschaft. Rajka ist heute somit ein Vorort von Bratislava. Der Linienbus 801 fährt zwischen Rajka Zentrum und dem Bahnhof in Rusovce, wo man in Stadtbusse ins Zentrum von Bratislava umsteigen kann. Seit 2017 verkehrt auch der Regionalzug aus Hegyeshalom weiter von Rajka nach Bratislava-Petržalka. Bei der Volkszählung von 2011 bezeichneten sich allerdings von den 2758 gemeldeten Einwohnern von Rajka 1938 (70,3 %) als ethnische Ungarn, 535 (19,4 %) als ethnische Slowaken und 284 (10,3 %) als ethnische Deutsche.

## Sehenswürdigkeiten
- Hennin-Zichy-Schloss, Starhemberg-Haus, Haus des Großvaters von Franz Liszt
- St.-Martin-Kirche, 13. Jahrhundert, mehrmals umgebaut
- Evangelische Kirche

## Gemeindepartnerschaften
- Deutsch Jahrndorf, westlicher Nachbarort in Österreich
- Hamuliakovo, östlicher Nachbarort in der Slowakei

## Söhne und Töchter der Gemeinde
- Ignaz Forgách de Ghyimes (1702–1772), k.k. Feldzeugmeister und Inhaber des Infanterieregiments Nr. 32
- Xaver Seidemann (1781–1841), Abt des Zisterzienserstiftes Heiligenkreuz
- Gusztáv Jány (1883–1947), Offizier
- Ludwig Ebhart (1897–1944), Maschinenfahrer und Widerstandskämpfer

## Verkehr
Durch Rajka verläuft Hauptstraße Nr. 15, westlich des Ortes die Autobahn M15. Die Gemeinde ist angebunden an die Bahnstrecke Bratislava–Hegyeshalom.